# کوب-پوکروفکا
کوب-پوکروفکا (انگلیسی: Kob-Pokrovka) یک شهرک در شهرستان بلاگووارسکی باشقیرستان کشور روسیه است.